# Толбузинский сельсовет
Толбузи́нский сельсове́т — сельское поселение в Магдагачинском районе Амурской области.
Административный центр — село Толбузино.

## История
12 мая 2005 года в соответствии с Законом Амурской области № 477-ОЗ муниципальное образование наделено статусом сельского поселения.

## Население
| 2002 | 2010 | 2011 | 2012 | 2013 | 2014 | 2015 |
| ---- | ---- | ---- | ---- | ---- | ---- | ---- |
| 251  | ↘244 | →244 | ↘227 | ↘219 | ↘200 | ↘193 |
| 2016 | 2017 | 2018 | 2021 |      |      |      |
| ↘178 | ↗185 | ↘178 | ↘129 |      |      |      |

## Состав сельского поселения
| № | Населённый пункт | Тип населённого пункта       | Население |
| - | ---------------- | ---------------------------- | --------- |
| 1 | Толбузино        | село, административный центр | ↘129      |